# 爱辉区
爱辉区（达斡尔语：《达汉对照词典》记音符号，满语同）是中國黑龙江省黑河市的市辖区，原稱璦琿，1956年簡化作爱辉。瑷珲也曾称为艾浑、爱呼、艾浒，都是根椐境内流过的结雅河（在俄罗斯境内，也称艾虎河、鼎河，埃文基语称藏嘎河）而得到的地名。2015年5月18日，下轄的爱辉镇政区名称用字恢复为瑷珲。区人民政府驻兴安街道海兰街139号。

## 行政区划
爱辉区下辖4个街道办事处、3个镇、5个乡、3个民族乡：
花园街道、兴安街道、海兰街道、西兴街道、西岗子镇、瑷珲镇、罕达汽镇、上马厂镇、幸福乡、四嘉子满族乡、坤河达斡尔族满族乡、张地营子乡、西峰山乡、新生鄂伦春族乡、二站乡、大平林场、七二七林场、望峰林场、卡伦山林场、胜山林场、二站林场、三站林场、大岭林场、桦皮窑林场、滨南林场、江防林场、河南屯林场、西岗子试验林场、大新屯储木场、宋集屯煤矿、西岗子煤矿、东方红煤矿、锦河农场、奶牛场、种畜场、第二良种场和第一良种场。

## 人口
根据第七次人口普查数据，截至2020年11月1日零时，爱辉区常住人口为223832人。